# Sri Madhopur
Sri Madhopur é uma cidade e um município no distrito de Sikar, no estado indiano de Rajastão.

## Demografia
Segundo o censo de 2001, Sri Madhopur tinha uma população de 28,480 habitantes. Os indivíduos do sexo masculino constituem 53% da população e os do sexo feminino 47%. Sri Madhopur tem uma taxa de literacia de 66%, superior à média nacional de 59.5%: a literacia no sexo masculino é de 77% e no sexo feminino é de 55%. Em Sri Madhopur, 16% da população está abaixo dos 6 anos de idade.